# Distaplia livida
Distaplia livida är en sjöpungsart som först beskrevs av Sars 1851.  Distaplia livida ingår i släktet Distaplia och familjen Holozoidae.
Artens utbredningsområde är Norra Ishavet. Inga underarter finns listade i Catalogue of Life.